# Transportador (Star Trek)
Un transportador és una màquina de teleportació fictícia utilitzada a l'univers cinematogràfic de Star Trek. Els transportadors permeten la teleportació convertint una persona o un objecte en un patró d'energia (un procés anomenat "desmaterialització"), i després enviant-lo ("teletransportant") a una ubicació objectiu o retornant-lo al transportador, on es reconverteix en matèria ("rematerialització"). L'ordre que s'utilitza sovint per sol·licitar l'activació del transportador és "Energitzar".
Introduït a Star Trek: La sèrie original el 1966, el nom i conceptes similars han arribat a escenaris de ciència-ficció posteriors, en la literatura (com ara la Sèrie Thousand Cultures), jocs (SimEarth), etc.
El transportador va ser concebut originalment com un dispositiu per transportar personatges des d'una nau estel·lar a la superfície d'un planeta sense la necessitat d'efectes especials costosos i que requereixen molt de temps per representar la nau espacial o una altra nau aterrant físicament. Els transportadors que no funcionen bé també s'utilitzen sovint com a recurs argumental per establir una varietat de premisses de ciència-ficció. El transportador s'ha convertit en un segell distintiu de la franquícia "Star Trek"; la famosa frase feta "Beam me up, Scotty" (una cita incorrecta) fa referència a l'ús del transportador a "Star Trek: La sèrie original", operat pel personatge Montgomery Scott, presumiblement a petició del Capità Kirk. La tecnologia del transportador s'ha utilitzat en sèries posteriors de "Star Trek".

## Disseny
A "Star Trek: La sèrie original", el transportador es representava com una plataforma sobre la qual els personatges es troben abans de ser engolits per un raig de llum i transportats al seu destí. L'efecte especial del transportador es va crear originalment girant una càmera a càmera lenta cap per avall i fotografiant uns grans brillants de pols d'alumini retroil·luminats que es van deixar caure entre la càmera i un fons negre; les sèries posteriors finalment utilitzarien animació per ordinador per a l'efecte. A La sèrie original, l'operador del transportador activava el dispositiu movent tres controls lliscants en una consola. A la sèrie seqüela Star Trek: La nova generació, els controls lliscants es van substituir per tres barres lluminoses sensibles al tacte, que segons el Star Trek: The Next Generation Technical Manual van ser dissenyades com un homenatge als controls lliscants originals.

## Funció narrativa

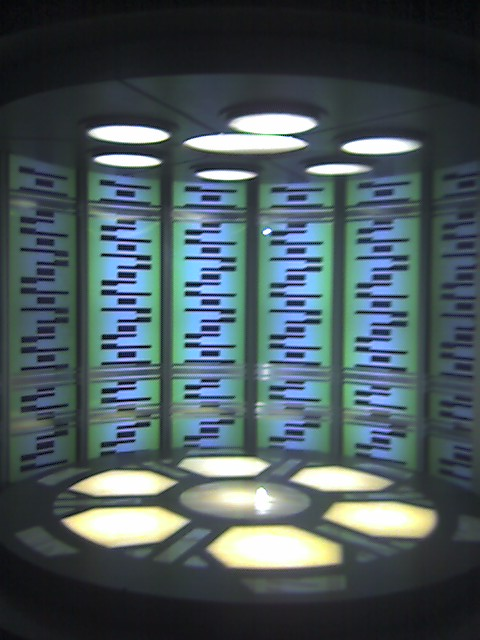
Transportador de l'USS Enterprise D

El pla original del creador Gene Roddenberry no incloïa transportadors, sinó que demanava que els personatges aterressin la nau estel·lar. Tanmateix, això hauria requerit decorats i filmació de models inviables i inassequibles (per als anys 60), així com temps de durada dels episodis dedicats a l'aterratge, l'enlairament, etc. La llançadora va ser la següent idea, però quan va començar el rodatge, el model de rodatge a mida real no estava a punt. Els transportadors es van idear com una alternativa menys costosa, aconseguida mitjançant un simple esvair-se/tornar del subjecte. Els transportadors apareixen per primera vegada a l'episodi pilot original "La gàbia".

### Accidents de transportadors
Molts episodis de la sèrie "Star Trek" presenten accidents de transportadors com a recurs argumental: un transportador que no funciona correctament no aconsegueix rematerialitzar una persona o objecte correctament d'alguna manera estranya que crea un problema de ciència-ficció o un dilema ètic que els personatges han de resoldre. En diversos episodis, els accidents de transportadors s'han utilitzat per enviar personatges a un univers paral·lel, o enrere en el temps; per dividir un personatge en dos individus diferents, o fusionar dos personatges en un sol individu; i per fer la regressió de personatges adults a nens, entre una varietat d'altres efectes.

## Representació

### Història fictícia

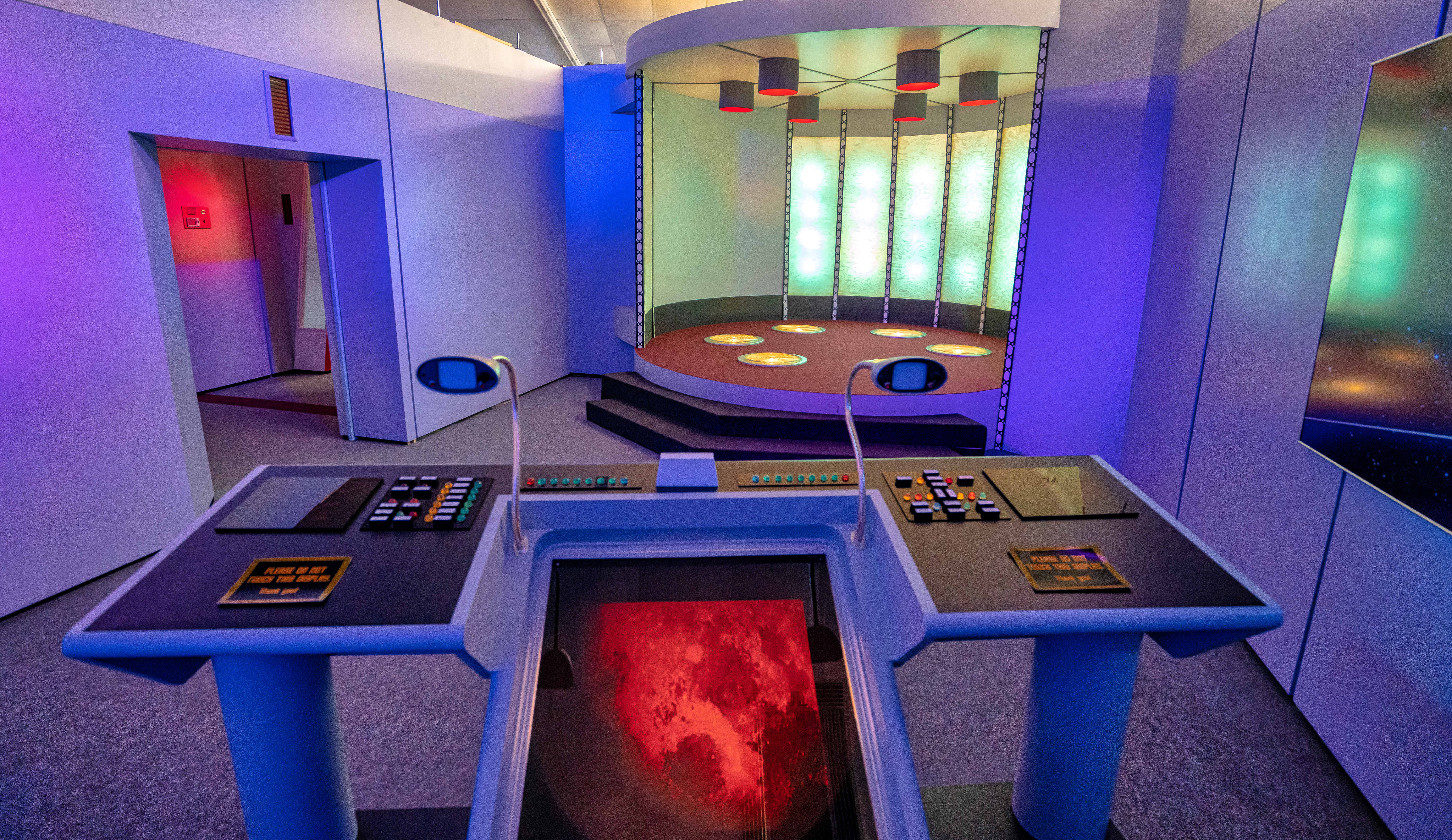
Reproducció de la sala de transport de l'Enterprise

Segons el diàleg de l'episodi "Star Trek: Enterprise" (ENT) "Daedalus", el transportador va ser inventat a principis del segle XXII pel Dr. Emory Erickson, que també va ser el primer humà a ser transportat amb èxit. Tot i que l'Enterprise (NX-01) té un transportador, la tripulació no l'utilitza habitualment per moure organismes biològics. En canvi, generalment prefereixen utilitzar llançadores o altres mitjans de transport, tret que no siguin possibles o factibles altres mitjans de transport. La capacitat és rara; a "The Andorian Incident", s'afirma explícitament que els andorians, tecnològicament molt superiors a la Flota Estel·lar en molts aspectes, no posseeixen la tecnologia. A "Chosen Realm", un grup d'extremistes religiosos alienígenes que segresten la nau no ho saben fins al punt que quan Archer insisteix a sacrificar un membre de la tripulació i afirma que el dispositiu desintegra la matèria en lloc de teletransportar-la, no dubten en creure'l. La tripulació a bord de l'USS Enterprise del segle XXIII utilitza el transportador amb freqüència. Al segle XXIV, els viatges en transportador eren fiables i "la manera més segura de viatjar" segons el diàleg de l'episodi de Star Trek: La nova generació (TNG) "El regne de la por".
Segons l'episodi "Star Trek: Deep Space Nine" "Homefront", els cadets de l'Acadèmia de la Flota Estel·lar reben racions de transportador, i la família Sisko va utilitzar una vegada un transportador per traslladar mobles a una nova llar.
Malgrat el seu ús freqüent, personatges com Leonard McCoy i Katherine Pulaski són reticents a utilitzar el transportador, tal com expressen els personatges als episodis de La nova generació "Trobada a Farpoint" i "Selecció antinatural", respectivament. Reginald Barclay expressa la seva por absoluta al transport a "El regne de la por".

### Capacitats i limitacions
Les sèries de televisió i les pel·lícules no donen gaire detall sobre la tecnologia dels transportadors. El Star Trek: The Next Generation Technical Manual afirma que els dispositius transporten objectes en temps real, amb una precisió del nivell quàntic. L'episodi de TNG "El regne de la por" especifica que la durada d'un transport en circumstàncies inusuals duraria "... quatre o cinc segons; aproximadament el doble del temps normal" (fent que la durada d'un transport típic sigui d'entre 2 i 2,5 segons). Els compensadors Heisenberg eliminen la incertesa de les mesures subatòmiques, fent factible el viatge amb transportador. Altres tecnologies implicades en el transport inclouen una memòria intermèdia de patrons informàtics per permetre un cert marge de maniobra en el procés. Quan se li pregunta "Com funciona el compensador Heisenberg?" per la revista Time, l'assessor tècnic de Star Trek Michael Okuda va respondre: "Funciona molt bé, gràcies".
Segons la guia d'escriptors de La sèrie original (TOS), l'abast efectiu d'un transportador és de 40.000 quilòmetres. L'episodi de TOS "Obsessió", però, sembla indicar que l'abast màxim dels transportadors, durant aquest període de la història de Star Trek, és en realitat d'uns 30.000 quilòmetres. Les operacions dels transportadors s'han vist interrompudes o impedides per metalls densos (TNG: "Contagi"), erupcions solars (TNG: "Simbiosi"), i altres formes de radiació, incloent-hi la electromagnètica (TNG: "L'enemic"; TNG: "Joc ofensiu") i la nucleònica (TNG: "Cismes"), i afectades per tempestes iòniques (TOS: "Mirall, mirall"). El transport, en curs, també ha estat aturat per poders telecinètics (TNG: "Pell de diable") i per força bruta (TNG: "Indesitjables"). L'episodi de TNG "Línies de sang" presenta un transportador "subespacial" perillós i experimental capaç de recórrer distàncies interestel·lars i el Domini tenia la capacitat de transportar a grans distàncies (DS9: "Covenant"). El límit de 40.000 quilòmetres també es fa referència a ENT: "Daedalus". A l'episodi "L'arena" de TOS es va establir que el transportador no es pot utilitzar quan els escuts deflectors de la nau estan activats.
Els transportadors de la Flota Estel·lar des de l'era TNG en endavant inclouen un dispositiu que pot detectar i desactivar una arma activa (TNG: "Les joguines més boniques"), i un biofiltre per eliminar els microbis o virus contagiosos d'un individu en transport (TNG: "Ombres argentades", TOS: "El temps despullat"). El transportador també pot servir per a un propòsit tàctic, com ara teletransportar una granada de fotons o un torpede de fotons per detonar en llocs remots (TNG: "El llegat", VOY: "Dark Frontier"), o destruir objectes directament (TNG: "Les vacances del capità"). L'episodi de TOS "El conflicte final" esmenta Vendikar materialitzant bombes de fusió sobre objectius del planeta enemic Eminiar VII durant una guerra informàtica teòrica.
Els transportadors klíngon, com es veu a Star Trek 3: A la recerca de Spock, tenen una llum vermella intensa en contrast amb el blau de la Federació i operen amb silenci complet (a la pel·lícula, sense efectes de so). Presumiblement, això és per millorar l'efectivitat en combat dels grups d'abordatge klíngon. No és clar si els transportadors klíngon són més arriscats per als transportats, però és probable que els klíngons, tan bel·ligerants, no es preocupin per les baixes de transport en combat.
Sempre que es transporta una persona o un objecte, la màquina crea un fitxer de memòria del patró. Això s'ha utilitzat almenys una vegada a cada sèrie de "Star Trek" per revertir les persones afectades negativament per un transport al seu estat original.
Diversos episodis de "Deep Space Nine" (DS9) i "Voyager" (VOY) han introduït dos dispositius antitransportadors: inhibidors de transport i codificadors de transportadors. Els inhibidors impedeixen que un feix de transportador es "bloquegi" a allò a què estigui connectat el dispositiu. Els codificadors distorsionen el patró que està en trànsit, literalment codificant els àtoms en rematerialitzar-se, cosa que provoca la destrucció d'objectes inanimats i mata éssers vius rematerialitzant-los com a masses de teixit aleatori; Això es va demostrar de manera espantosa a l'episodi de DS9 "The Darkness and the Light".
Les operacions del transportador també es poden reduir quan el punt d'origen i/o el lloc objectiu previst es mouen a velocitats warp. A l'episodi de TNG "L'esquizoide", es requeria un transport de "llarg abast" o "quasi curvatura", ja que un feix de transportador no pot penetrar un camp de curvatura. (A la pel·lícula Star Trek del 2009, Kirk i Scotty es teleporten a bord mentre l'Enterprise viatja a velocitat de curvatura, però, la pel·lícula té lloc en una continuïtat alternativa, per la qual cosa no afecta la Continuïtat Prime utilitzada en tots els mitjans anteriors i el joc d'ordinador Star Trek Online.) Per desplaçar un equip al planeta Gravesworld i alhora respondre a un senyal de socors, l'Enterprise només deixaria de funcionar el motor de curvatura el temps suficient per activar el feix de transport. Geordi La Forge va realitzar personalment la delicada operació, que implicava compensar el moviment relativista de la nau. Després de materialitzar-se, Deanna Troi va comentar que per un moment va pensar que estava atrapada en una paret propera, a la qual cosa Worf va respondre: "Per un moment, ho estaves". En històries posteriors (TNG: "L'emissària" i TNG: "El bo i millor d'ambdós mons"), es va confirmar que el transportador només funcionaria a velocitat de curvatura si els llocs d'enviament i de recepció es movien a velocitats iguals.
El seu llibre The Physics of Star Trek, després d'explicar la diferència entre transportar informació i transportar els àtoms reals, Krauss assenyala que "els guionistes de Star Trek semblen no haver tingut mai exactament clar què volien que fes el transportador. El transportador envia els àtoms i els bits, o només els bits?" Assenyala que, segons la definició canònica del transportador, sembla que el primer és el cas, però que aquesta definició és inconsistent amb diverses aplicacions, en particular incidents, que impliquen el transportador, que semblen implicar només un transport d'informació, per exemple la manera com es divideix Kirk en dues versions a l'episodi "L'enemic interior" o la manera com Riker es divideix de manera similar a l'episodi "Una altra oportunitat". Krauss explica que: "Si el transportador porta tant el flux de matèria com el senyal d'informació, aquest fenomen de divisió és impossible. El nombre d'àtoms que acabes tenint ha de ser el mateix que el nombre amb què vas començar. No hi ha manera possible de replicar persones d'aquesta manera. D'altra banda, si només es teletransportés la informació, hom podria imaginar combinar-la amb àtoms que es podrien emmagatzemar a bord d'una nau estel·lar i fer tantes còpies com es vulgui d'un individu."

### Fiabilitat
A part de les influències externes que causen interrupcions en les operacions normals dels transportadors, se sap que la tecnologia en si mateixa ha fallat en ocasions, causant lesions greus o generalment la mort als transportats. Això es va demostrar al debut cinematogràfic de Star Trek de 1979, Star Trek: La pel·lícula quan un mal funcionament dels circuits del sensor del transportador va provocar que no hi hagués prou senyal present a l'extrem de la Enterprise per rematerialitzar amb èxit els dos subjectes, i la Flota Estel·lar no va poder tornar-los a portar on s'havien desmaterialitzat. El sistema de transport van intentar rematerialitzar el poc senyal disponible, i malgrat els esforços de Kirk i Scotty, el sistema va fallar i tots dos subjectes van desaparèixer de la plataforma de transport i van tornar a la Flota Estel·lar, on tots dos van morir per radiació i desfiguració. Kirk, visiblement commocionat pel que havia presenciat, va preguntar: "Flota Estel·lar, els teniu?", a la qual cosa la resposta va ser "Enterprise, el que hem recuperar no va durar gaire, afortunadament".
En l'època de La nova generació, la tecnologia dels transportadors havia avançat considerablement, cosa que significa que els accidents ara són remots, si no gairebé impossibles. A l'episodi "El regne de la por", Geordi La Forge afirma que no hi ha hagut més de dos o tres accidents de transportadors en els deu anys anteriors. També es fa referència a l'avanç de la tecnologia dels transportadors al mateix episodi, on Miles O'Brien afirma que cada transportador individual té quatre escàners redundants, de manera que en cas que un escàner falli, els altres tres prendran el relleu, i mai ha perdut ningú, ja que ha estat operador de transport durant més de 20 anys.
A "Trapelles", quatre membres adults de la tripulació de l'"Enterprise" van ser teletransportats des d'una llançadora i es van rematerialitzar com a nens encara amb la seva roba d'adult. El "corrent de matèria" entrant va tenir una disminució proporcional de massa; l'operador inicialment havia pensat que la reducció de massa significava que "podríem haver perdut un".
A l'episodi de "Voyager" "Tuvix", un accident de transport combina els aspectes físics i de comportament del tinent Tuvok i Neelix en un sol ésser que portava una barreja de la roba de l'altre. Cal destacar que Tuvix tenia la mateixa massa que la de Tuvok i Neelix junts. Quan més tard es van separar, Neelix i Tuvok portaven tots dos uniformes de la Flota Estel·lar.

### Restriccions tecnològiques i científiques
Tot i que diversos personatges han afirmat que els transportadors no poden transportar a través dels escuts o dels escuts de defensa planetaris d'una nau, hi ha casos en què aquesta "regla" s'ha trencat mitjançant una solució tecnoxerrameca (TNG: "La ferida", DS9: "Trials and Tribble-ations") o ha estat ignorada pels guionistes de la sèrie (Voyager: "El Guardià"). El TNG Technical Manual, que no és canònic, descriu com una nau estel·lar pot crear "finestres" a la geometria de l'escut a través de les quals un raig de transportador es pot propagar a costa de crear punts febles al camp defensiu de la nau.
A Star Trek 2: La còlera del Khan, el vicealmirall James T. Kirk i la tinent Saavik mantenen una conversa durant la rematerialització. A Star Trek 4: Missió salvar la Terra, la Dra. Gillian Taylor salta al feix de transport de Kirk durant la desmaterialització i es rematerialitza sense cap efecte negatiu aparent. Això probablement es deu al "feix de confinament anular", un component del transportador esmentat en els diversos episodis de televisió que serveix per mantenir els patrons separats entre si. A la mateixa pel·lícula, Spock és teletransportat a una nau camuflada mentre camina.
Segons el TNG Technical Manual, el transportador no pot moure antimatèria, però a l'episodi de Voyager "Dark Frontier" Voyager va transportar un torpede de fotons viu equipat amb antimatèria a una nau Borg. També a l'episodi de TOS "Obsessió" Kirk i un company de tripulació es teletransporten a la superfície de un planeta amb una bomba d'antimatèria. L'episodi de la TAS "One of Our Planets Is Missing" té l' Enterprise teletransportant un tros d'antimatèria a una caixa d'estasi.
A la sèrie original, teletransportar-se des de i cap a la cambra del transportador era una necessitat. Això s'explica a l'episodi de TOS "El dia del colom". Spock i Scotty havien dit que fer un transport de lloc a lloc, com se'ls anomena a la sèrie, a bord de la nau podria ser arriscat. Podrien teletransportar-se a una coberta o un altre objecte inanimat i quedar-s'hi atrapats. Tanmateix, aparentment hi ha mesures de seguretat per evitar que les persones siguin teletransportades a entorns hostils com ara sota l'aigua i a pous de lava, tot i que és possible anul·lar aquesta característica de seguretat; per exemple, a l'episodi de TOS "I els nens ens guiaran", dos guàrdies de seguretat són teletransportats a l'espai obert. A la sèrie següent, però, la sala del transportador sembla que esdevé majoritàriament obsoleta, malgrat l'equip real. Es mostra personatges activant el transportador des de consoles ordinàries i teletransportant-se d'un lloc a un altre sense problemes aparents. L'operador principal també pot enviar-los. en transport a qualsevol lloc amb facilitat (per exemple, a l'episodi de Voyager "In the Flesh", s'utilitza una consola mèdica per transportar un cos des del dipòsit de cadàvers fins a la sala quirúrgica). Una possible explicació per a això es presenta al Star Trek: Deep Space Nine Technical Manual, on aquests transports de lloc a lloc probablement utilitzarien el doble d'energia de la que es requeriria per al transport cap a o des de la sala del transportador, ja que el subjecte hauria de ser teletransportat al transportador, emmagatzemat i després desviat fins a la seva destinació. A més, els sis cercles de la plataforma s'utilitzen generalment com a objectius perquè els subjectes s'hi posin, però no semblen representar cap limitació del maquinari a sis persones o menys. S'han transportat persones portant-ne d'altres, en un transport d'estil taüt, així com animals, fenc i diversos objectes inanimats.
El diàleg a Deep Space Nine indica l'existència de transportadors portàtils, però mai es veuen. L'episodi de la nova generació "Fuita de temps" presenta braçalets de transport d'emergència, tot i que aquests poden haver servit només per activar un transportador remot. Per confondre encara més les coses, Star Trek: Nemesis va presentar el prototip d'"unitat de transport d'emergència". Tom Paris utilitza un transportador portàtil a l'episodi de Voyager "Non Sequitur".
Per raons d'efectes especials, a TOS, les persones generalment apareixen immobilitzades durant el transport, amb l'excepció de Kirk a l'episodi "Allò que perdura". Tanmateix, a TNG, els personatges es poden moure dins dels límits del feix del transportador mentre són transportats, tot i que això poques vegades es mostra. Les persones que són transportades, almenys de vegades, són capaces de percebre el funcionament del transportador mentre estan en trànsit. A l'episodi de TOS "La màquina del judici final", el transportador de l' Enterprise funciona malament mentre transporta Scotty des de la sala de discapacitats de l'USS Constellation cap a lEnterprise a causa d'una pèrdua d'energia, i el patró d'en Scotty gairebé es perd durant el trànsit. Tan bon punt es materialitza amb èxit, Scotty pregunta a l'operador del transportador amb preocupació: "Què li passa a aquesta cosa?" i ordena que el transportador es desconnecti per a una reparació d'emergència.
Algunes espècies no utilitzen la tecnologia del transportador per diverses raons. En la primera aparició d'un trill a l'episodi de TNG "L'hoste", el trill no va poder ser transportat, un cop s'havia unit a un simbiont. Sembla que això va ser degut al fet que el simbiont va ser detectat i eliminat per la tecnologia del transportador com una infestació a l'hoste. L'Odan, l'hoste del trill en aquest episodi, es resisteix a dir per què no viatjarà d'aquesta manera, i només es fa evident que porta un simbiont quan més tard resulta ferit. Tota la tripulació de lEnterprise reacciona com si no hagués tingut contacte amb aquesta espècie abans. Més tard es fa evident que els trill han estat treballant a la Federació durant un temps.
A la tercera temporada de Star Trek: Discovery, ambientada al segle XXXII, s'utilitzen transportadors personals.

## "Beam me up, Scotty"
La famosa frase ganxo "Beam me up, Scotty" (Teletransporta'm, Scotty) es refereix a l'ús del dispositiu de transport per cridar un membre de la tripulació a la nau; el dispositiu sovint era operat per l'enginyer en cap Montgomery Scott durant Star Trek: La sèrie original. Tanmateix, és una lleugera cita incorrecta que mai es va pronunciar literalment a la sèrie.
La frase real més semblant, "Scotty, beam me up", fou pronunciada per l'almirall Kirk a Star Trek 4: Missió salvar la Terra (1986).  A l'edició especial DVD de Star Trek IV, el comentari de text proporcionat per Michael i Denise Okuda (coautors de The Star Trek Encyclopedia (1994) i The Star Trek Chronology: The History of the Future) indica que aquesta va ser la vegada que algú va estar més a prop d'utilitzar aquesta frase en una producció oficial de Star Trek.

## Factibilitat al món real
L'agost de 2008, el físic Michio Kaku va predir a la revista Discovery Channel Magazine que s'inventaria un dispositiu de teleportació similar als de Star Trek en 100 anys. Els estudiants de física de la Universitat de Leicester van calcular que "teletransportar" només la informació genètica d'una sola cèl·lula humana (no les posicions dels àtoms, només les seqüències gèniques) juntament amb un "estat cerebral" trigaria 4.850 bilions d'anys assumint un ample de banda de microones de 30 gigahertzs. Un estudi d'Eric Davis per al Laboratori de Recerca de la Força Aèria dels EUA sobre tecnologies especulatives de teleportació va mostrar que desmaterialitzar un cos humà escalfant-lo fins a un milió de vegades la temperatura del nucli del sol, de manera que els quarks perdin la seva energia d'enllaç i esdevinguin sense massa, i puguin ser enviats a la velocitat de la llum en l'equivalent físic més proper a l'escenari de teleportació de "Star Trek", requeriria l'equivalent a 330 megatones d'energia. Per complir els requisits d'emmagatzematge i transmissió d'informació, caldria que les capacitats informàtiques actuals continuessin millorant per un factor de 10 a 100 vegades per dècada durant 200 a 300 anys.